# Улица Фёдора Уманца
Улица Фёдора Уманца (укр. Вулиця Федора Уманця) — улица в Новозаводском районе города Чернигова, исторически сложившаяся местность (район) Старая Подусовка. Пролегает от улицы Теробороны (Гагарина) до садово-дачных участков.
Нет примыкающих улиц.
По названию улицы именуется остановка общественного транспорта, расположенная по улице Теробороны (Гагарина).

## История
Улица Мокиевской — в честь российской революционерки времён Гражданской войны в 1918—1919 годах, уроженки Чернигова Людмилы Наумовны Мокиевской-Зубок — была проложена в 1964 году от улицы Гагарина и была застроена индивидуальными домами.
12 февраля 2016 года улица получила современное название — в честь публициста и историка, уроженца Черниговщины Фёдора Михайловича Уманца, согласно Распоряжению городского главы В. А. Атрошенко Черниговского городского совета № 46-р «Про переименование улиц и переулков города» («Про перейменування вулиць та провулків міста»)

## Застройка
Улица пролегает в южном направлении параллельно улице Александра Тищинского — до садово-дачных участков в направлении административной границы Черниговского горсовета с Черниговским районом. Непарная сторона улицы занята усадебной застройкой, парная — садово-дачными участками (садовое товарищества «Мичурина»).
Согласно сервису «Яндекс карты», улица пролегает от улицы Гагарина через территорию садово-дачных участков (садовые товарищества «Заря» и «Механизатор») до леса, длиной 1,85 км. 
Учреждения: нет.